# رودخانه برتین
رودخانه برتین (یونانی باستان: Παρθένιος) (Bartın Çayı) که در قدیم با نام پارتنیوس یا پارتنیوس (به یونانی باستان: Παρθένιος) شناخته می‌شد، رودخانه کوچکی در شرق منطقه دریای سیاه ترکیه است.

## خصوصیت ویژه
۱۴ کیلومتر آخر (۹ مایل) در رودخانه برتین، بین منطقه جغرافیایی استان برتین و ساحل دریای سیاه، برای کشتی‌ها قابل کشتیرانی است.